# 부슈뒤론주의 아롱디스망
부슈뒤론주의 아롱디스망에는 총 4개가 있다.
- 엑상프로방스 아롱디스망 (준주도 : 엑상프로방스)은 10개의 캉통과 44개의 코뮌이 속해 있다.
- 아를 아롱디스망 (준주도 : 아를)은 9개의 캉통과 36개의 코뮌이 속해 있다.
- 마르세유 아롱디스망 (부슈뒤론 주의 주도 : 마르세유)은 30개의 캉통과 21개의 코뮌이 속해 있다.
- 이스트르 아롱디스망 (준주도 : 이스트르)은 8개의 캉통과 18개의 코뮌이 속해 있다.

## 역사
- 1790년 : 엑스, 압트, 아를, 마르세유, 살롱 (마르티그와 교차됨), 타라스콩 (생레미드프로방스와 교차됨) 등 6개 디스트리크와 함께 부슈뒤론 주가 생성됨
- 1790년 : 오랑주 구가 드롬주에서 부슈뒤론 주로 양도
- 1793년 : 오랑주 구가 양도된 보클뤼즈주가 새롭게 생성됨
- 1800년 : 엑스, 마르세유, 타라스콩 아롱디스망 생성
- 1817년 : 타라스콩 아롱디스망의 준주도를 타라스콩에서 아를로 대체
- 1926년 : 이스트르 아롱디스망 생성